# Geneviève Barnaud
Pour les articles homonymes, voir Barnaud.
Geneviève Barnaud (1913-2003) est une enseignante et missionnaire protestante française.

## Biographie
Geneviève Barnaud naît le 6 septembre 1913 à Genève. Après avoir passé sa jeunesse en Dordogne, elle s'installe à Paris. Après diverses rencontres avec des missionnaires, elle décide de s'engager dans cette vocation. Après s'être formée au collège Sévigné (où elle suit les cours de psychologie de l'enfant de Christophe), elle obtient un baccalauréat littéraire et un certificat d'aptitude théologique, puis intègre la Faculté de théologie protestante de Paris pendant 3 semestres. Elle complète sa formation à l'École d'application missionnaire.
Elle est envoyée à Madagascar en 1937. Ayant acquis une maîtrise « exceptionnelle » du chant et de la langue malgaches, elle est nommée directrice de l'école protestante d'Ambatomanga. Pendant l'insurrection de 1947, elle sauve ses élèves de la forêt alors que la station missionnaire est incendiée. En 1948, elle est affectée à l'école de Majunga. En 1952, elle passe à la direction de la section normale de l'école Benjamin-Escande, à Ambositra. Jugeant qu'il est temps que les Malgaches devaient remplacer les missionnaires étrangers, elle prend sa retraite en 1957 et rentre en France ; elle enseigne alors dans les classes primaires de l'école Jeanne-d'Albret, à Paris.
Bien que l'accès au statut de pasteur lui soit encore interdit, son ministère missionnaire, outre son enseignement, comprend des aspects pastoraux.
Elle meurt à Meudon le 15 septembre 2003. Elle repose au cimetière de Trivaux.